# Église Saint-Nicolas de Jazak
Pour les articles homonymes, voir Église Saint-Nicolas.
L'église Saint-Nicolas de Jazak (en serbe cyrillique : Српска православна црква Светог Николе у Јазаку ; en serbe latin : Srpska pravoslavna crkva Svetog Nikole u Jazaku) est une église orthodoxe serbe située à Jazak en Serbie, dans la municipalité d'Irig et dans la province de Voïvodine. Construite dans les années 1780, elle est inscrite sur la liste des monuments culturels de grande importance de la république de Serbie (identifiant no SK 1294).

## Présentation
Jazak est situé dans la région de Syrmie, sur les pentes méridionales du massif de la Fruška gora. L'église Saint-Nicolas a été construite dans la seconde moitié du XVIIIe siècle. Elle est constituée d'une nef unique et est dominée, à l'ouest, par un haut clocher baroque surmonté d'un bulbe en étain. 
L'iconostase a été sculptée en 1790 par Aksentije Marković dans un style classique ; ce travail a été remanié en 1803 par Marko Vujatović, un artiste originaire de Sremski Karlovci ; l'iconostase a été peinte en 1805 par Stefan Gavrilović. Les fresques de l'église ont été réalisées dans les années 1840 par Jovan Ivanić, un élève d'Arsa Teodorović ; il a également réalisé pour l'église une trentaine de petites icônes. En 1883, les fresques ont été remaniées par Pavle Čortanović et terminées par Đoka Putnik qui lui a succédé dans l'exécution de ce travail. Parmi les icônes mobiles de l'église, on peut citer une Mère de Dieu à l'Enfant qui date de 1785, attribuée au peintre baroque Janko Halkozović.